# الرابطة الدولية لإعادة بناء الأممية الرابعة
الرابطة الدولية لإعادة بناء الأممية الرابعة، المعروفة عادة باسم الأممية الرابعة، كانت أممية سياسية تروتسكية بقيادة ميشيل فارجا.
تكمن أصول المجموعة في اللجنة الدولية للأممية الرابعة. نزعم فارجا رابطة الاشتراكيين الثوريين في المجر ومقرها في باريس وكانت قريبة من المنظمة الشيوعية الأممية، وعلى وجه الخصوص بيير برويه. انضمت الرابطة إلى اللجنة الدولية للأممية الرابعة في عام 1963، ولكن عندما غادرت الأممية الرابعة في عام 1971، انحازت مجموعة فارجا إلى جانب الأممية. 
على الرغم من أن فارجا قد انحاز إلى الأممية، إلا أنه اختلف مع تخليهم عن اللجنة الدولية للأممية الرابعة. عندما عقدت الأممية مؤتمرا مسبقا في عام 1972 لتشكيل اللجنة المنظمة لإعادة إعمار الأممية الرابعة، تحدث ضد المنظمة الجديدة وتم استبعاده.
لفترة وجيزة بدون روابط دولية، في عام 1973، شكل فارجا «الرابطة الدولية لإعادة إعمار الأممية الرابعة». في حين كانت معزولة تمامًا في البداية، اكتسبت دعم مجموعات مثل رابطة العمال الثوريين في السويد في عام 1975 ورابطة العمل الثورية لتشيكوسلوفاكيا في الثمانينيات. 
في عام 1984، نشأت خلافات داخل الرابطة الدولية، وتم طرد فارجا في عام 1984، وشكلت بدلاً من ذلك مجموعة معارضة واستمرارية الأممية الرابعة.
في عام 1995، انضمت المجموعة إلى التيار الثوري الدولي، الذي انشق عن رابطة العمال الدولية (الأممية الرابعة) لتشكيل وحدة العمال العالمية. 

## الأطراف الأعضاء
- المنظمة التروتسكية للولايات المتحدة
- رابطة العمل الثورية لتشيكوسلوفاكيا
- رابطة العمال الثوريين في السويد
- رابطة الاشتراكيين الثوريين في المجر

## روابط خارجية
- أوراق ميشيل فارجا (بالاز ناجي) التي عقدت في جامعة لندن